# Criminali da strapazzo
Criminali da strapazzo (Small Time Crooks) è un film del 2000 diretto e interpretato da Woody Allen, con Tracey Ullman (candidata al Golden Globe, allo Screen Actors Guild Awards e al National Society of Film Critics Awards), Elaine May e Hugh Grant. Tra le commedie più brillanti dirette da Allen, la pellicola è stata candidata al Festival di Taormina come miglior film dell'anno.

## Trama
Ray Winkler e i suoi amici decidono di svaligiare una banca e, a tale scopo, affittano un attiguo locale commerciale da dove scavare un tunnel che porti alla banca stessa. Nel frattempo Frenchy, la moglie di Ray, farà da copertura vendendo biscotti nel negozio. Il piano della rapina fallisce miseramente, e tuttavia il gruppo diviene milionario con la sola vendita di biscotti. Nasce una vera e propria azienda.
Frenchy, divenuta ricca, organizza una grande festa, durante la quale ascolta casualmente i commenti di alcuni invitati che definiscono lei e Ray volgari e ridicoli. Si rivolge quindi a David, un uomo di classe di cui ha molta stima, chiedendogli di educare lei e il marito affinché anche loro possano entrare nell'alta società. Ben presto Ray si dimostra insofferente ai tentativi di Frenchy di raffinarsi, e il rapporto tra marito e moglie si deteriora al punto che i due decidono di separarsi. Frenchy parte con David per l'Europa, ma poco dopo viene richiamata urgentemente in America: i contabili della sua società - tutto è a lei intestato - l'hanno frodata e non le è rimasto più nulla. David si rivela essere un opportunista e allontana la donna bruscamente.
Intanto Ray progetta il furto di una collana di enorme valore da compiersi durante un party cui è stato invitato. Sua intenzione è sostituire il gioiello con una copia: sebbene riesca ad aprire la cassaforte, si confonde maldestramente e, invece di rubare l'originale, intasca nuovamente il falso. Viene poi a sapere del fallimento della moglie e la sera stessa corre a incontrarla. Tentando di consolarla, le mostra l'oggetto rubato che crede prezioso, ma Frenchy si accorge immediatamente che la collana è un falso e informa Ray. Sembra che non ci sia via di scampo dalla miseria, ma la donna mostra un portasigarette appartenuto al duca di Windsor e da lei regalato a David: quando quest'ultimo s'era rifiutato di restituirlo date le difficoltà economiche in cui Frenchy si trovava, lei l'aveva rubato. Con la vendita del portasigarette, Ray e Frenchy potranno assicurarsi un futuro agiato.

## Riconoscimenti
- 2001 - Golden Globe
  - Candidatura Miglior attrice protagonista a Tracey Ullman
- 2001 - National Society of Film Critics Awards
  - Miglior attrice non protagonista a Elaine May
  - Candidatura Miglior attrice a Tracey Ullman
- 2001 - Festival di Taormina
  - Candidatura Arancio d'oro al miglior film

## Curiosità
Il film è liberamente ispirato a I tre furfanti di Lloyd Bacon e a I soliti ignoti di Mario Monicelli.